# Aldie
Aldie es un lugar designado por el censo ubicado en el condado de Loudoun en el estado estadounidense de Virginia. En el censo de 2020 tenía una población de 70 habitantes y una densidad poblacional de 109,38 habitantes por km². Fue incluido como CDP en el censo de 2020.

## Geografía
Aldie se encuentra ubicado en las coordenadas 38°58′32″N 77°38′29″O / 38.97556, -77.64139.Según la Oficina del Censo de los Estados Unidos,  tiene una superficie total de 0,64 km², de la cual 0,63 km² corresponden a tierra firme y 0,01 km² a agua.